# Sultanaat Ouaddaï
Het sultanaat Ouaddaï, ook sultanaat Wadai, koninkrijk Ouaddaï of Ouaddaï-rijk, was een land ten oosten van het Tsjaadmeer in het huidige Tsjaad. Het ontstond in 1635 toen Abd al-Karim de macht greep in Birgu en een nieuwe dynastie stichtte. Rond 1800 nam de macht van Ouaddaï aanzienlijk toe doordat het land wist te profiteren van zijn strategische ligging langs de handelsroutes door de Sahara. In 1909 werd Ouaddaï aangevallen door de Fransen, die in juni dat jaar de hoofdstad Abéché bezetten en het gebied een onderdeel maakten van de kolonie Oubangui-Chari-Tsjaad. Het verzet tegen de Fransen zou nog voortduren tot 1912, toen de sultan gevangen werd genomen en het sultanaat ten einde kwam. De regio Ouaddaï in het huidige Tsjaad beslaat een deel van het oppervlak van het voormalige sultanaat. 